# Lestes dissimulans
Lestes dissimulans é uma espécie de libelinha da família Lestidae.
Pode ser encontrada nos seguintes países: Angola, Botswana, Chade, República do Congo, Costa do Marfim, Guiné Equatorial, Gabão, Gana, Guiné, Quénia, Malawi, Moçambique, Namíbia, Senegal, África do Sul, Tanzânia, Togo, Uganda, Zâmbia, Zimbabwe e possivelmente em Burundi.
Os seus habitats naturais são: florestas subtropicais ou tropicais húmidas de baixa altitude, savanas áridas, savanas húmidas, matagal árido tropical ou subtropical, matagal húmido tropical ou subtropical, rios, rios intermitentes, áreas húmidas dominadas por vegetação arbustiva, lagos de água doce, lagos intermitentes de água doce, marismas de água doce e marismas intermitentes de água doce.